# Baleine à bec de Hubbs
Mesoplodon carlhubbsi
Espèce
Statut de conservation UICN

 DD  : Données insuffisantes
Statut CITES
La baleine à bec de Hubbs (Mesoplodon carlhubbsi) est une espèce de cétacés de la famille des Ziphiidae.